# Resource Hacker
Resource Hacker（リソース　ハッカー）とは、Win32実装のexe, dll, ocx, cpl形式のファイルのリソースを閲覧、修正するソフト。最新バージョンではres形式にも対応している。有志により日本語、中国語（簡体字、繁体字）に翻訳されている。
2009年11月19日に公開されたv3.5から64ビット版に対応した。

## 概要
対応する形式のファイルを開くとそのファイルのリソースがツリー構造上で表示される。リソースをバイナリ形式で保存したり、格納されているアイコンやポインタ、リソースなどを置き換えたり、リソースを追加、削除することができる。また、exe, dll, ocx, cpl以外のWindows視覚スタイル (*.msstyles)、プラグインファイル（アプリケーションにもよる）なども開くこともできる。

## 妥当な利用法
コンパイルしたファイルに余計なリソースが含まれている場合、そのリソースを削除することで、実行ファイル等の余分なファイルサイズを削ることができる。また、アイコンを自由に置き換えることができるため、コンパイル元のソフトウェアでアイコンが指定できない場合、Resource Hackerを利用して置き換える。また、通常では変更できないプログラムの内容の変更をするために利用する。

## 注意点
自作したソフトでなくとも著作権法第20条2項3号の範囲で自身の事情にマッチした処理ができるようにする改変行為は許されている。他方、無断でリソースやアイコンなどを置き換えたりした場合、著作権侵害、同一性保持権侵害になる可能性がある。
Win16実装の実行ファイルには当初から対応していない。
圧縮されたコンパイルデータの場合、一部のリソースにアクセスできない制限がある。

## その他
- ダイアログをカスタマイズすることができる「Dialog.def」が梱包されている。
- Resource Hacker使用時にフォントを指定することができる。